# サンフアン (プエルトリコ)
サン・フアン（San Juan）は、アメリカ合衆国プエルトリコ島の北東部に位置する市。プエルトリコ自治連邦区の政庁所在地であり、最大の港湾都市。人口は342,259人（2020年国勢調査）で全米57位である。郊外の諸都市を含めた都市圏では人口約130万人を数える。これは島の人口の約1/3にあたる。2022年現在のサンフアン市長はミゲル・ロメロ。
貿易・観光両面において重要な港湾を持つサン・フアンは島の産業・経済の中心である。また、長い歴史とビーチを持ち、文化の中心・観光の拠点として担う役割も大きい。サン・フアンはスペイン語で「聖ヨハネ」を意味する。
1976年に第2回先進国首脳会議が開催された。

## 歴史
プエルト・リコに最初のスペイン人、フアン・ポンセ・デ・レオンが入植したのは1508年である。当時は、島ではなく入植地を「豊かな港」を意味する「プエルト・リコ」と呼んでいた。
サン・フアンは1521年に建設された。当初はクリストファー・コロンブスが聖ヨハネにちなんだSan Juanという名とスペイン人入植者があとからつけたPuerto Ricoを合わせて、サン・フアン・バウティスタ・デ・プエルト・リコ（San Juan Bautista de Puerto Rico プエルト・リコの洗礼者聖ヨハネ）という正式名称で呼ばれていた。
1746年頃、Puerto Ricoは島（プエルトリコ島）を、San Juan Bautistaは都市（サン・フアン市）をそれぞれ区別して指すようになった。

### ビエホ・サン・フアン
スペイン植民地時代は、都市の住民の多くはビエホ・サン・フアン（西：Viejo San Juan, 古いサンフアン）と呼ばれる地域に住みついた。ビエホ・サン・フアンはサンフアン島（Isleta de San Juan）の西半分を占めている。サン・フアン島は122km2の小さな島で、本島とは橋で結ばれている。労働者階級の住宅地が広がり、州庁舎をはじめとするプエルト・リコの中央官庁が立ち並んでいる。
ビエホ・サン・フアンの建造物の多くは16世紀から17世紀にかけて建てられたものである。地区内の随所には、市壁や砦をはじめとする歴史的な建造物が現在も残っている。代表的な建造物には次のようなものがある。
- サンフアン国定史跡（Sitio Histórico Nacional de San Juan）
  - サン・フェリペ・デル・モッロ砦（Fuerte San Felipe del Morro、1539年） - スペインの手によって建設された要塞。完成は1589年。400の大砲を備え、外壁の厚さは、5メートルにもなる。
  - サン・クリストバール砦（Fuerte San Cristóbal、17世紀） - 新世界でスペインが建設した城塞では最大規模。完成は1783年、面積は27エーカー。
- サンタ・カタリナ宮殿（El Palacio de Santa Catalina / La Fortaleza，1533年） - 現在は州知事官邸になっている
- アユンタミエント（Ayuntamiento / Alcaldía） - 市庁舎
- サン・ホセ教会（Iglesia San José、1523年）
- カサ・ブランカ（Casa Blanca） - ポンセ・デ・レオン一家が住んだ家
- テアトロ・タピア（Teatro Tapia）
- バジャハ博物館（Museo de Ballajá） - 古いスペイン人入植者の家を博物館に改装
- ラ・プリンセサ牢獄（La Princesa） - 市営牢獄を博物館に改装
- サンタ・マリア・マドガレーナ・デ・パシス（Santa María Madgalena de Pazzis） - 市営墓地。市壁の外に位置する。
- サン・フアン大聖堂（Catedral de San Juan Bautista、1521年） - フアン・ポンセ・デ・レオンの墓がある。1521年に建設が開始されたサンフアンで最古の大聖堂。

今日では、ビエホ・サン・フアンは市の歴史地区として、観光名所になっている。また、世界遺産（文化遺産）にも登録されている。登録名は、「ラ・フォルタレサとプエルトリコのサン・フアン歴史地区」である。

#### 登録基準
この世界遺産は世界遺産登録基準のうち、以下の条件を満たし、登録された（以下の基準は世界遺産センター公表の登録基準からの翻訳、引用である）。
- (6) 顕著で普遍的な意義を有する出来事、現存する伝統、思想、信仰または芸術的、文学的作品と直接にまたは明白に関連するもの（この基準は他の基準と組み合わせて用いるのが望ましいと世界遺産委員会は考えている）。

### 攻撃の対象
植民地時代、サン・フアン港はスペインとスペイン領アメリカを結ぶ中継地の役割を果たし、スペインの航路システム上において重要な港であった。しかし、それ故に列強による攻撃を受けることも多かった。
イギリスは1595年と1598年の2回にわたってサン・フアンを攻撃した。最初の攻撃を受けた際には防衛に成功したが、2度目には占領された。しかし指揮官の疲弊と病気により、イギリスの占領は長くは続かなかった。次いで1625年、このサンフアンの町を攻撃したのはオランダであった。その時にはサン・フェリペ・デル・モーロ砦がオランダの軍勢の前に立ちはだかり、防衛に成功した。1797年にはイギリスが三たび攻撃を仕掛けてきたが、その時も防衛した。このような状況の中で、18世紀後半から19世紀初頭にかけて、サン・フアンはスペインとの自由貿易を通じて成長を続けた。
1898年、アメリカ合衆国は米西戦争中にサン・フアンを爆撃し、占領した。アメリカ合衆国はこの戦争に勝利したことでプエルト・リコを領土にし、スペインの統治は終わりを告げた。

### 今日のサン・フアン

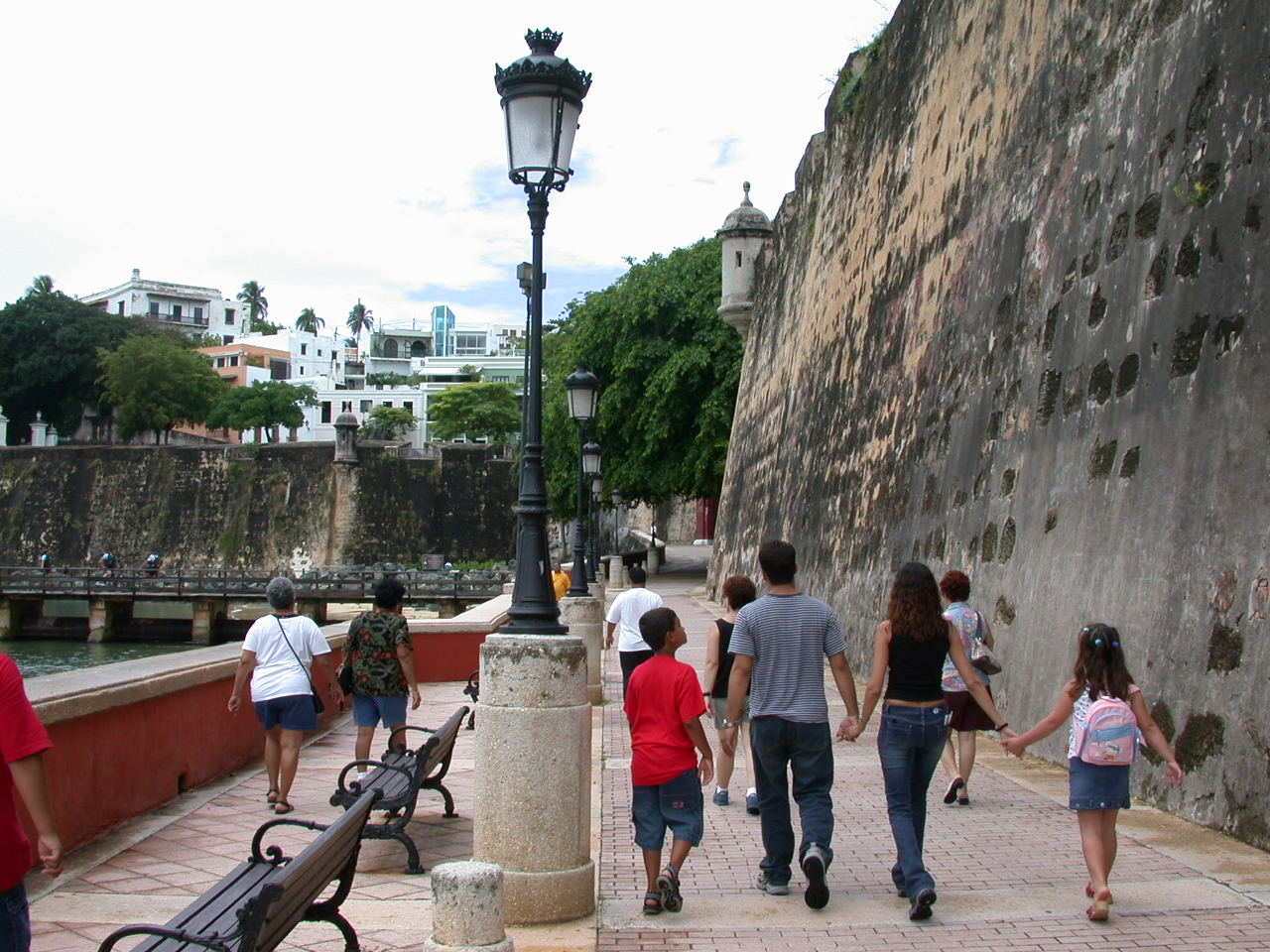
サン・フアン港沿いの遊歩道

20世紀に入ると、市はビエホ・サン・フアンの市壁の外側、さらにはプエルトリコ本島にまで広がった。ビエホ・サン・フアンの南側や東側に既に存在していた入植地をものみ込んで拡大を続けた結果、サンフアンは地域ごとの多様性に富む都市へと変貌した。
ビエホ・サン・フアンの東には大西洋のビーチに面し、ホテルやコンドミニアムが集中するコンダド地区（Condado）が位置している。コンダド地区の南は住宅街であり、コンベンションセンターを抱えるミラマール地区（Miramar）である。
市の南側にはリオ・ピエドラス地区（Río Piedras）の住宅街が広がる。1850年代にサンフアンとは別の町として建設されたが、1951年に合併され、現在では市の一部になっている。同地区は島内に11のキャンパスを抱えるプエルトリコ大学システム最古、かつ最大のキャンパスであるリオ・ピエドラス校の所在地である。
アメリカ合衆国本土の多くの都市圏同様、交通渋滞は大きな問題となっている。対策として、サン・フアンにはトレン・ウルバノ(Tren Urbano)という都市鉄道が運行されている。

## 地理
サン・フアンは、北緯18度29分0秒 西経66度8分0秒 / 北緯18.48333度 西経66.13333度に位置している。
アメリカ合衆国統計局によると、サン・フアン市は総面積199.28 km2である。このうち123.85 km2が陸地で75.39 km2が水域である。総面積の37.8%が水域となっている。

## 気候
ケッペンの気候区分では熱帯モンスーン気候（Am）に属する。
| サンフアン（ルイス・ムニョス・マリン国際空港、1981–2010年、極値1898年–）の気候 | サンフアン（ルイス・ムニョス・マリン国際空港、1981–2010年、極値1898年–）の気候 | サンフアン（ルイス・ムニョス・マリン国際空港、1981–2010年、極値1898年–）の気候 | サンフアン（ルイス・ムニョス・マリン国際空港、1981–2010年、極値1898年–）の気候 | サンフアン（ルイス・ムニョス・マリン国際空港、1981–2010年、極値1898年–）の気候 | サンフアン（ルイス・ムニョス・マリン国際空港、1981–2010年、極値1898年–）の気候 | サンフアン（ルイス・ムニョス・マリン国際空港、1981–2010年、極値1898年–）の気候 | サンフアン（ルイス・ムニョス・マリン国際空港、1981–2010年、極値1898年–）の気候 | サンフアン（ルイス・ムニョス・マリン国際空港、1981–2010年、極値1898年–）の気候 | サンフアン（ルイス・ムニョス・マリン国際空港、1981–2010年、極値1898年–）の気候 | サンフアン（ルイス・ムニョス・マリン国際空港、1981–2010年、極値1898年–）の気候 | サンフアン（ルイス・ムニョス・マリン国際空港、1981–2010年、極値1898年–）の気候 | サンフアン（ルイス・ムニョス・マリン国際空港、1981–2010年、極値1898年–）の気候 | サンフアン（ルイス・ムニョス・マリン国際空港、1981–2010年、極値1898年–）の気候 |
| 月                                                                             | 1月                                                                            | 2月                                                                            | 3月                                                                            | 4月                                                                            | 5月                                                                            | 6月                                                                            | 7月                                                                            | 8月                                                                            | 9月                                                                            | 10月                                                                           | 11月                                                                           | 12月                                                                           | 年                                                                             |
| ------------------------------------------------------------------------------ | ------------------------------------------------------------------------------ | ------------------------------------------------------------------------------ | ------------------------------------------------------------------------------ | ------------------------------------------------------------------------------ | ------------------------------------------------------------------------------ | ------------------------------------------------------------------------------ | ------------------------------------------------------------------------------ | ------------------------------------------------------------------------------ | ------------------------------------------------------------------------------ | ------------------------------------------------------------------------------ | ------------------------------------------------------------------------------ | ------------------------------------------------------------------------------ | ------------------------------------------------------------------------------ |
| 最高気温記録 °C （°F）                                                         | 33 (92)                                                                        | 36 (96)                                                                        | 36 (96)                                                                        | 36 (97)                                                                        | 36 (96)                                                                        | 36 (97)                                                                        | 35 (95)                                                                        | 36 (97)                                                                        | 36 (97)                                                                        | 37 (98)                                                                        | 36 (96)                                                                        | 34 (94)                                                                        | 37 (98)                                                                        |
| 平均最高気温 °C （°F）                                                         | 28.4 (83.2)                                                                    | 28.7 (83.7)                                                                    | 29.4 (84.9)                                                                    | 30.1 (86.2)                                                                    | 30.8 (87.5)                                                                    | 31.6 (88.9)                                                                    | 31.5 (88.7)                                                                    | 31.8 (89.2)                                                                    | 31.8 (89.2)                                                                    | 31.3 (88.4)                                                                    | 29.9 (85.9)                                                                    | 28.8 (83.9)                                                                    | 30.3 (86.6)                                                                    |
| 日平均気温 °C （°F）                                                           | 25.3 (77.6)                                                                    | 25.5 (77.9)                                                                    | 26.1 (78.9)                                                                    | 26.8 (80.3)                                                                    | 27.7 (81.9)                                                                    | 28.5 (83.3)                                                                    | 28.6 (83.4)                                                                    | 28.7 (83.7)                                                                    | 28.6 (83.5)                                                                    | 28.1 (82.6)                                                                    | 27 (80.6)                                                                      | 25.9 (78.7)                                                                    | 27.23 (81.03)                                                                  |
| 平均最低気温 °C （°F）                                                         | 22.2 (72.0)                                                                    | 22.2 (72.0)                                                                    | 22.7 (72.9)                                                                    | 23.6 (74.4)                                                                    | 24.6 (76.3)                                                                    | 25.4 (77.7)                                                                    | 25.6 (78.1)                                                                    | 25.7 (78.2)                                                                    | 25.4 (77.8)                                                                    | 24.9 (76.9)                                                                    | 24 (75.2)                                                                      | 23 (73.4)                                                                      | 24.1 (75.4)                                                                    |
| 最低気温記録 °C （°F）                                                         | 16 (61)                                                                        | 17 (62)                                                                        | 16 (60)                                                                        | 18 (64)                                                                        | 19 (66)                                                                        | 19 (66)                                                                        | 21 (69)                                                                        | 20 (68)                                                                        | 21 (69)                                                                        | 19 (67)                                                                        | 18 (65)                                                                        | 17 (62)                                                                        | 16 (60)                                                                        |
| 雨量 mm （inch）                                                               | 95.5 (3.76)                                                                    | 60.7 (2.39)                                                                    | 49.5 (1.95)                                                                    | 118.9 (4.68)                                                                   | 149.9 (5.90)                                                                   | 112 (4.41)                                                                     | 128.8 (5.07)                                                                   | 138.7 (5.46)                                                                   | 146.6 (5.77)                                                                   | 142 (5.59)                                                                     | 161.3 (6.35)                                                                   | 127.5 (5.02)                                                                   | 1,431.3 (56.35)                                                                |
| 平均降雨日数 （≥0.01 in/0.25 mm）                                              | 17.6                                                                           | 13.9                                                                           | 12.2                                                                           | 13.3                                                                           | 15.7                                                                           | 14.4                                                                           | 18.6                                                                           | 18.5                                                                           | 17.4                                                                           | 17.7                                                                           | 19.6                                                                           | 19.6                                                                           | 198.5                                                                          |
| % 湿度                                                                         | 74.0                                                                           | 72.4                                                                           | 71.0                                                                           | 71.3                                                                           | 74.9                                                                           | 75.5                                                                           | 75.9                                                                           | 76.4                                                                           | 76.4                                                                           | 76.9                                                                           | 76.2                                                                           | 74.7                                                                           | 74.6                                                                           |
| 平均月間日照時間                                                               | 237.4                                                                          | 231.2                                                                          | 282.0                                                                          | 268.3                                                                          | 255.2                                                                          | 259.4                                                                          | 280.8                                                                          | 267.8                                                                          | 234.7                                                                          | 227.2                                                                          | 202.4                                                                          | 217.4                                                                          | 2,963.8                                                                        |
| 日照率                                                                         | 69                                                                             | 72                                                                             | 76                                                                             | 71                                                                             | 63                                                                             | 65                                                                             | 69                                                                             | 68                                                                             | 64                                                                             | 63                                                                             | 60                                                                             | 64                                                                             | 67                                                                             |
| 出典：NOAA (relative humidity and sun 1961–1990), The Weather Channel          |                                                                                |                                                                                |                                                                                |                                                                                |                                                                                |                                                                                |                                                                                |                                                                                |                                                                                |                                                                                |                                                                                |                                                                                |                                                                                |

## 港湾と交通

プエルト・リコの州間高速道路網

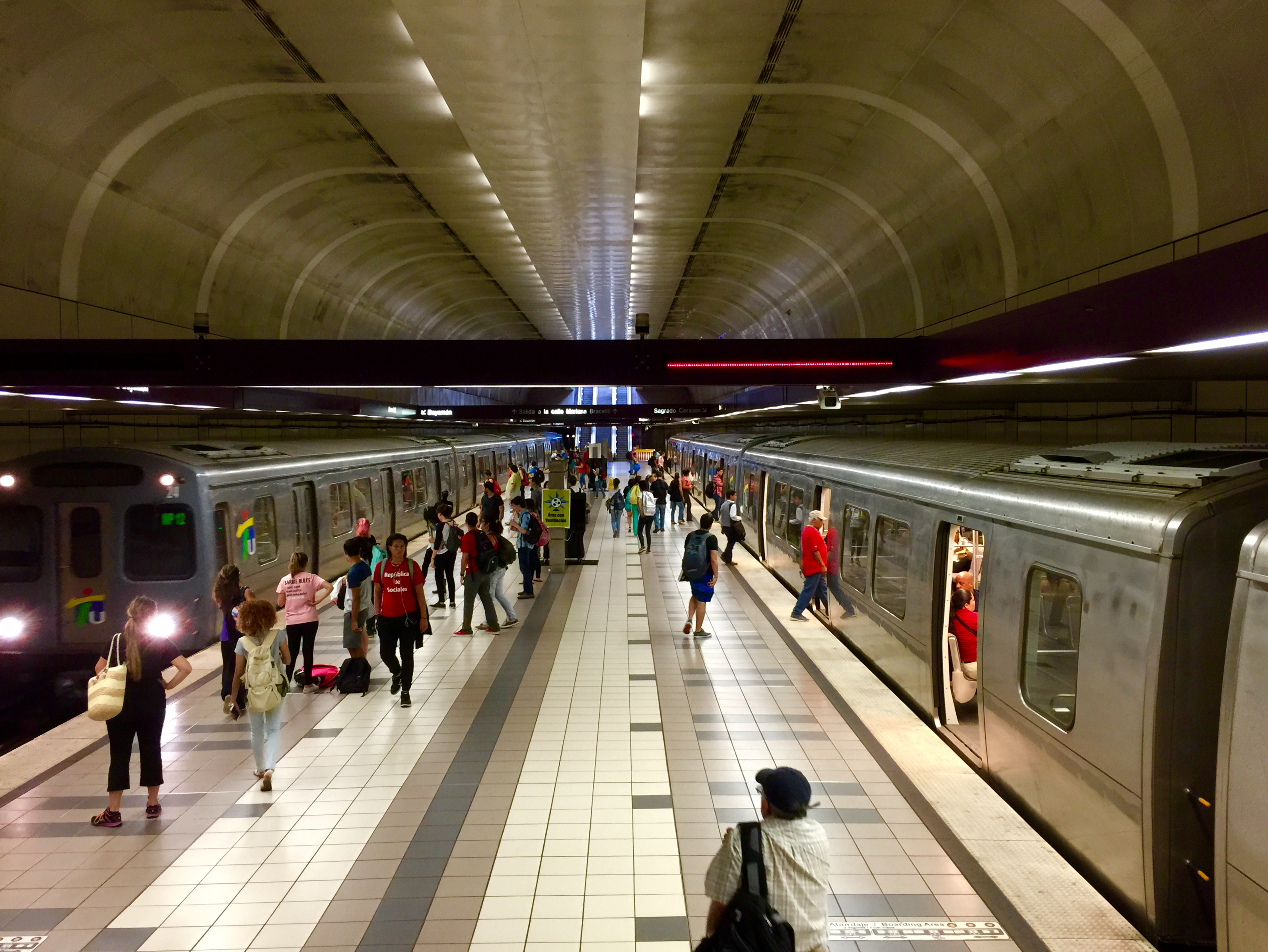
サンフアンの都市鉄道

市の玄関口となる空港はルイス・ムニョス・マリン国際空港である。アメリカ合衆国の各都市をはじめ、中南米諸都市、ロンドン、マドリッドなどへの航空機の便がある。
サン・フアン港はプエルト・リコで最も重要な港である。同港は貿易港としてサンフアン、ひいてはプエルト・リコ全体の産業・経済を支えている。また、同港はクルーズ観光港としても重要である。ルイス・ムニョス・マリン国際空港に近いためクルーズ会社のビジネスに有利であり、フロリダ州、メキシコ、ベネズエラやカリブ海の島々へ多数のクルーズ船が同港から出航している。
サン・フアンはプエルト・リコ島内の州間高速道路3本(PR 1, 2, 3)全てが集まるハブである。PR1号線は島の中央部を通り、山間部を縦断して南海岸の主要都市ポンセ市へと通ずる。PR2号線は北海岸・西海岸を大きく回りポンセ市に至る。PR3号線は東海岸をフマカオ市まで走っている。
2004年にはトレン・ウルバノ(Tren Urbano)という都市鉄道・地下鉄が完成している。

## 出身人物
- ジャンカルロ・アルバラード （野球選手）
- トニー・オリバー（声優）
- ダディー・ヤンキー （ラッパー）
- テゴ・カルデロン （ラッパー）
- ウイルフレド・ゴメス （ボクサー）
- カーリー・コロン （プロレスラー）
- ロゼリン・サンチェス （女優）
- ダニエル・サントス （ボクサー）
- ダニエル・サントス （歌手）
- ラウル・ジュリア （俳優）
- ミゲル・ゼノン（英語版） （ジャズミュージシャン）
- ファン・ティゾール （ジャズミュージシャン）
- ベニチオ・デル・トロ （俳優）
- ダヤナラ・トレス （ミス・ユニバース）
- ジョバンニ・ヒダルゴ （打楽器奏者）
- ホアキン・フェニックス （俳優）
- ホセ・フェラー （俳優）
- ジジ・フェルナンデス （テニス選手）
- ホルヘ・ポサダ （野球選手）
- カルロス・ポンセ （俳優）
- マイク・ローウェル （野球選手）
- ハビアー・ロペス （野球選手）
- リッキー・マーティン （歌手）
- ルイス・フォンシ （歌手）

## 姉妹都市
- カルタヘナ（コロンビア）
- ホノルル（アメリカ合衆国 ハワイ州）
- マドリード（スペイン王国）
- ラパス（ボリビア多民族国）
- ルビオ（ベネズエラ）
- サンフアン（フィリピン共和国）
- サンティアゴ・デ・ロス・カバリェロス（ドミニカ共和国）